# Alectis indica
Alectis indica is een straalvinnige vis uit de familie van horsmakrelen (Carangidae), orde baarsachtigen (Perciformes), die voorkomt in de Grote en Indische Oceaan.

## Beschrijving
Alectis indica kan een maximale lengte bereiken van 165 centimeter. Het lichaam van de vis heeft een gedrongen vorm. De kop is min of meer recht. De ogen zijn normaal van vorm en zijn symmetrisch.
De vis heeft één rugvin met zeven stekels en 18 tot 20 vinstralen en één aarsvin met drie stekels en 15 tot 20 vinstralen.

## Leefwijze
Alectis indica is een zout- en brakwatervis die voorkomt in tropische wateren. De soort is voornamelijk te vinden in kustwateren en koraalriffen op een diepte van 20 tot 100 meter.
Het dieet van de vis bestaat hoofdzakelijk uit macrofauna en vis.

## Relatie tot de mens
Alectis indica is voor de visserij van aanzienlijk commercieel belang. Bovendien wordt er op de vis gejaagd in de hengelsport. De soort kan worden bezichtigd in sommige openbare aquaria.
De soort staat niet op de Rode Lijst van de IUCN.